# HED meteorit
HED meteorit ali Vestin meteorit je pripadnik skupine ahondritnih meteoritov.

Delimo jih v nekaj podskupin:
- howarditi
- evkriti
- diogeniti
- duniti
- olivinski diogeniti[1]

Iz začetnih črk prvih treh podskupin so dobili tudi ime HED.

Vsi verjetno izhajajo iz skorje asteroida 4 Vesta. Razlikujejo se samo po geološki preteklosti snovi iz katere so nastali. Po izotopski metodi določanja starosti so ugotovili, da so kristalizirali pred 4,43 do 4,55 milijardami let. HED meteoriti spadajo med diferencirane (razslojene) meteorite (magmatska diferencijacija, kjer magma doživi procese v katerih menja kemično sestavo pri delnem taljenju ali strjevanju). Razslojevanje ali diferencijacija se je dogajala med strjevanjem skorje starševskega telesa.
HED meteoriti so relativno pogosti, razen dunitov (našli so samo en primerek). Predstavljajo okoli 5 % vseh najdb ali okoli 60 % vseh ahondritov
.

## Prenos HED meteoritov do Zemlje
Hed meteoriti imajo po splošnem prepričanju svoj izvor na asteroidu 4 Vesta. Do Zemlje so pripotovali na naslednji način:

1. Pri trku neznanega nebesnega telesa z asteroidom 4 Vesta je nastal manjši asteroid tipa V (premer pod 10 km) in večje število okruškov. Nekateri med njimi sestavljajo družino Vesta, drugi pa so bili razpršeni v okolico.[4] To se je zgodilo pred eno milijardo let.[5] Na asteroidu se v resnici nahaja velik krater. Izvržena količina materiala je večja od skupne količine vseh asteroidov tipa V.
2. Nekaj izvrženih delov asteroida je po daljšem času prispelo do Kirkwoodove vrzeli 3 : 1. To pa je nestabilno območje zaradi vpliva Jupitra. Telesa, ki pridejo v to območje, se izvržejo v oddaljene tirnice v 100 milijonih let. Tako lahko pridejo ostanki asteroida v bližino Zemlje.
3. Pozneje tudi pri manjših trkih nastanejo manjša telesa, ki padejo na Zemljo kot meteoriti. Na osnovi posledic izpostavljanja kozmičnim žarkom so ugotovili, da večina HED meteoritov nastaja na ta način in da so v vesoljskem prostoru od 6 do 73 milijonov let preden padejo na Zemljo.[6]